# 拉賽島
拉賽島是蘇格蘭的島嶼，位於大西洋海域，屬於內赫布里底群島的一部分，長23公里、寬4.8公里，面積62.31平方公里，最高點海拔高度444米，主要經濟活動是旅遊業，2001年人口192。

## 外部連結
- Raasay Community Association （页面存档备份，存于）
- Raasay Outdoor Centre (has photo galleries) （页面存档备份，存于）
- Isle of Raasay Hotel (has photo galleries) （页面存档备份，存于）